# دانتي براون
دانتي براون (بالإنجليزية: Dante Brown)‏ هو لاعب كرة قدم أمريكية أمريكي، ولد في 28 يوليو 1980 في سينسيناتي في الولايات المتحدة.

## وصلات خارجية
- دانتي براون على موقع مرجع كرة القدم المحترفة.كوم (الإنجليزية)
- دانتي براون على موقع كلية كرة القدم في سبورتس رفرنس.كوم (الإنجليزية)